# Allium oltense
Allium oltense — вид трав'янистих рослин родини амарилісові (Amaryllidaceae), поширений у Туреччині й Закавказзі.

## Поширення
Поширення: пн.-сх. Туреччина (Ерзурум), пд. Закавказзя.